# 加藤倍子
加藤 倍子（かとう ますこ）は、神奈川県藤沢市出身の実業家。ファッションブランド「Ash&Diamonds」の創始者。

## 人物
創業時は、自ら服を車に積み込んで営業に廻っていた。
42歳で病死。